# 特尔泰什陶沃
特尔泰什陶沃，是匈牙利杰尔-莫雄-肖普朗州所辖的一个村。总面积23.17平方公里，总人口2202，人口密度95.0人/平方公里（2011年1月1日）。